# 施氏掌獅魚
施氏掌獅魚，為輻鰭魚綱鮋形目杜父魚亞目獅子魚科的其中一種，分布於西南大西洋阿根廷南部海域，棲息深度1500-1570公尺，體長可達20.3公分，為深海底棲性魚類，屬肉食性，生活習性不明。

## 擴展閱讀
維基物種上的相關：施氏掌獅魚